# Berkeszpataka
Berkeszpataka település Romániában, Máramaros megyében.

## Fekvése
Máramaros megye nyugati részén, Nagysomkúttól keletre, a Lápos patak bal partján fekvő település.

## Története
Berkeszpataka a Lápos folyó mellett fekvő kis község, melynek határához tartozott – a falutól keletre állott a híres Kővár vára. Romjainak maradványai a falu melletti hegy tetején mára már alig láthatók.
Kővár a hajdani kővárvidék központja volt, és 1682-1691 között Szolnok-Doboka vármegyéből önálló közigazgatási területté hasították ki.
A vár alatti Berkeszpataka település mindenkor a kővári uradalom része volt.
A vár alapjait valamikor az 1200-as évek végén, vagy az 1300-as évek eleje körül rakhatták le.
1367-ben szerepelt először neve az oklevelekben, amikor I. Lajos király Dradomír fiainak 
Drághnak és Jánosnak adta. Ez a Dragomír Oláh Miklós I. Lajos idején erdélyi vajda volt.
1378-ban Balk és Drágh máramarosi főispánok kapták meg, utánuk pedig a Drágfiak és a Béltekiek lettek a vár és a hozzá tartozó uradalom urai, s az övék is maradt az egész XV. században.
1378-ban a Castrum Kewar, vagy Kew War-hoz tartozó erdődi kerületet még magának tartja meg a király, később azonban ezt is a kővárhoz csatolták.
1391-ben Zsigmond király Balknak és Drághnak adja a kerületet.
1405-ben Szatmár megyéből a Kővári uradalomhoz 35 település tartozott. A nagy uradalom azonban nem sokáig maradt osztatlanul.
1424-ben Drágh három fia megosztozott a birtokon, de a várat ezen osztozkodáskor még közösnek hagyták.
1470ben a vár a Drágfiak egyedüli birtoka lett, s az is maradt az 1500-as évek közepéig, Drágffy Gáspár utód nélküli haláláig, ettől kezdve a vár hol a királyé, hol az erdélyi fejedelemé volt.
1565-ben Schwendi Lázár császári tábornok foglalta el, de 1575-ben János Zsigmond ostrommal visszaszerezte.
Báthory Zsigmond idejében ide vonult önkéntes rabságba Mária Krisztierna fejedelemasszony, és
1598-ban itt volt fogságban Jósika István  a fejedelem megbukott kegyence, s innen vitték Szatmárra, ahol lefejezték. A vár még Báthory Zsigmond alatt a király kezére került.
1605-ben Bocskai István ostromolta meg, s foglalta el, azonban 1613-ban Dóczi András a szatmári vár parancsnoka újra visszafoglalta.
1615-ben Bethlen Gábornak II. Mátyás király (Mátyás császár) visszaadta.
1662 fontos esemény színhelye a törökkel való békekötésben Köprülü Ahmed nagyvezír és Lipót császár között.
1607-ben az országgyűlés megszüntette a kővári bíróság-ot a többi szabad területekkel és ekkor koronabirtok lett.
1682-1691 között hasították ki Szolnok-Doboka vármegye területéből, s Kővárvidék néven önálló közigazgatási terület lett, főkapitány vezetése alatt.
II. Rákóczi Ferenc idején Kővár a Habsburgok kezén volt, s főkapitánya gróf Teleki Mihály (1671–1720) volt, a híres erdélyi kancellár, Teleki Mihály fia.
A kurucok megostromolták a várat, de Rabutin tábornok felmentette. Gróf Teleki Mihály azonban átállt Rákóczi pártjára, a német kapitányt vasra verette, s a vár ismét a kurucok kezére került.
1718-ban a Szatmári béke után Rabutin tábornok a várat a levegőbe röpíttette. Megmaradt romjait a környékbeliek hordták szét.

## Nevezetességei
- Görögkatolikus templom – 1882-ben épült.
- Kővár maradványai is itt találhatók a falutól keletre.